# Diocesi di Mastaura di Licia
La diocesi di Mastaura di Licia (in latino: Dioecesis Mastaurensis in Lycia) è una sede soppressa del patriarcato di Costantinopoli e una sede titolare della Chiesa cattolica.

## Storia
Mastaura di Licia, nell'odierna Turchia, è un'antica sede episcopale della provincia romana di Licia nella diocesi civile di Asia. Faceva parte del patriarcato di Costantinopoli ed era suffraganea dell'arcidiocesi di Mira.
La diocesi è documentata nelle Notitiae Episcopatuum del patriarcato di Costantinopoli fino al XII secolo. Tuttavia non è noto il nome di alcun vescovo certo per questa antica sede vescovile; il vescovo Baanes, che prese parte al concilio di Costantinopoli dell'879-880 che riabilitò il patriarca Fozio, e che Le Quien attribuisce alla sede di Mastaura di Asia, potrebbe in realtà appartenere alla diocesi di Mastaura di Licia, perché nelle liste riportate da Mansi non c'è distinzione fra le due sedi omonime.
Dal 1933 Mastaura di Licia è annoverata tra le sedi vescovili titolari della Chiesa cattolica; il titolo finora non è stato assegnato.